# Cyrtarachne
Cyrtarachne Thorell, 1868 è un genere di ragni appartenente alla famiglia Araneidae.

## Etimologia
Il nome deriva dal greco κὺρτος, kyrtos, cioè arcuato, piegato, rigonfio, curvo, e dal greco ἁρὰχνη, aràchne, cioè ragno, per la forma variamente gibbosa e arcuata dell'opistosoma.

## Distribuzione
Le 51 specie oggi note di questo genere sono state reperite in Asia, Europa meridionale, Africa e Oceania: la specie dall'areale più vasto è la C. ixoides, rinvenuta in varie località dell'area compresa fra il Mediterraneo e la Georgia, e anche in Madagascar.

## Tassonomia
Dal 2012 non sono stati esaminati esemplari di questo genere.
A marzo 2014, si compone di 51 specie e tre sottospecie:
1. Cyrtarachne avimerdaria Tikader, 1963 — India
2. Cyrtarachne bengalensis Tikader, 1961 — India, Cina
3. Cyrtarachne bicolor Thorell, 1898 — Birmania
4. Cyrtarachne bigibbosa Simon, 1907 — São Tomé, Isola di Bioko (Golfo di Guinea)
5. Cyrtarachne bilunulata Thorell, 1899 — Camerun
6. Cyrtarachne biswamoyi Tikader, 1961 — India
7. Cyrtarachne bufo (Bösenberg & Strand, 1906) — Cina, Corea, Giappone
8. Cyrtarachne cingulata Thorell, 1895 — Birmania
9. Cyrtarachne conica O. P.-Cambridge, 1901 — Malesia
10. Cyrtarachne dimidiata Thorell, 1895 — Birmania
11. Cyrtarachne fangchengensis Yin & Zhao, 1994 — Cina
12. Cyrtarachne finniganae Lessert, 1936 — Mozambico
13. Cyrtarachne flavopicta Thorell, 1899 — Camerun, Guinea Equatoriale
14. Cyrtarachne friederici Strand, 1911 — Nuova Guinea
15. Cyrtarachne gibbifera Simon, 1899 — Sumatra
16. Cyrtarachne gilva Yin & Zhao, 1994 — Cina
17. Cyrtarachne gravelyi Tikader, 1961 — India
18. Cyrtarachne grubei (Keyserling, 1864)[2] — Mauritius
19. Cyrtarachne guttigera Simon, 1909 — Vietnam
20. Cyrtarachne heminaria Simon, 1909 — Vietnam
21. Cyrtarachne histrionica Thorell, 1898 — Birmania
22. Cyrtarachne hubeiensis Yin & Zhao, 1994 — Cina
23. Cyrtarachne ignava Thorell, 1895 — Birmania
24. Cyrtarachne inaequalis Thorell, 1895 — dall'India al Giappone
25. Cyrtarachne invenusta Thorell, 1891 — Isole Nicobare
26. Cyrtarachne ixoides (Simon, 1870) — dal Mediterraneo alla Georgia, Madagascar
27. Cyrtarachne keralensis Jose, 2011 — India (Kerala)
28. Cyrtarachne lactea Pocock, 1898 — Africa orientale
29. Cyrtarachne laevis Thorell, 1877 — Sumatra, Flores, Celebes
30. Cyrtarachne latifrons Hogg, 1900 — Victoria (Australia)
  - Cyrtarachne latifrons atuberculata Hogg, 1900 — Victoria (Australia)
31. Cyrtarachne lepida Thorell, 1890 — Sumatra
32. Cyrtarachne madagascariensis Emerit, 2000 — Madagascar
33. Cyrtarachne melanoleuca Ono, 1995 — Thailandia
34. Cyrtarachne melanosticta Thorell, 1895 — Birmania
35. Cyrtarachne menghaiensis Yin, Peng & Wang, 1994 — Cina
36. Cyrtarachne nagasakiensis Strand, 1918 — Cina, Corea, Giappone
37. Cyrtarachne nodosa Thorell, 1899 — Camerun, Isola di Bioko (Golfo di Guinea), Yemen
38. Cyrtarachne pallida O. P.-Cambridge, 1885 — Yarkand (Cina occidentale)
39. Cyrtarachne perspicillata (Doleschall, 1859) — Sri Lanka, Sumatra, Giava, Nuova Guinea
  - Cyrtarachne perspicillata possoica Merian, 1911 — Celebes
40. Cyrtarachne promilai Tikader, 1963 — India
41. Cyrtarachne raniceps Pocock, 1900 — India, Sri Lanka
42. Cyrtarachne rubicunda L. Koch, 1871 — Nuovo Galles del Sud
43. Cyrtarachne schmidi Tikader, 1963 — India
44. Cyrtarachne sinicola Strand, 1942 — Cina
45. Cyrtarachne sundari Tikader, 1963 — India
46. Cyrtarachne szetschuanensis Schenkel, 1963 — Cina
47. Cyrtarachne termitophila Lawrence, 1952 — Congo
48. Cyrtarachne tricolor (Doleschall, 1859) — dalle Molucche all'Australia
  - Cyrtarachne tricolor aruana Strand, 1911 — Isole Aru (Molucche)
49. Cyrtarachne tuladepilachna Barrion & Litsinger, 1995 — Filippine
50. Cyrtarachne xanthopyga Kulczyński, 1911 — Nuova Guinea
51. Cyrtarachne yunoharuensis Strand, 1918 — Cina, Corea, Giappone

### Specie trasferite
- Cyrtarachne setosa Keyserling, 1886; trasferita al genere Poecilopachys Simon, 1895[1].
- Cyrtarachne simplex (Karsch, 1878); trasferita al genere Demadiana Strand, 1929[1].

### Sinonimi
- Cyrtarachne induta Yaginuma, 1960; posta in sinonimia con C. yunoharuensis Strand, 1918, a seguito di un lavoro di Tanikawa, (2001c)[1].
- Cyrtarachne nigra Yaginuma, 1960; posta in sinonimia con C. nagasakiensis Strand, 1918, a seguito di un lavoro di Tanikawa, (2001c)[1].